# چشم‌انداز بی‌جان

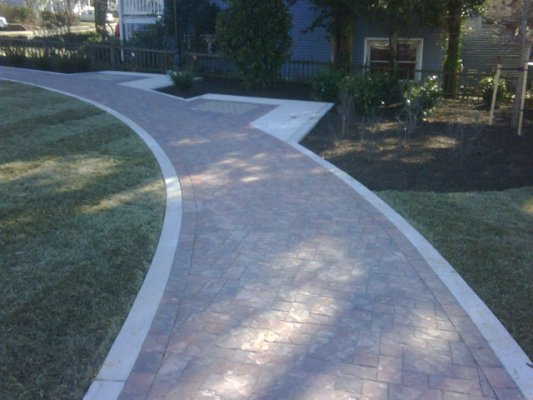
پیاده‌روها شکل رایجی از چشم‌انداز بی‌جان هستند

چشم‌انداز بی‌جان یا چشم‌انداز سخت (به انگلیسی: Hardscape)، به مواد سخت چشم‌انداز در سازه‌های محیط ساخته‌شده گفته می‌شود که در یک چشم‌انداز گنجانده شده‌اند. این می‌تواند شامل مناطق سنگفرش شده، راهروها، دیوارهای حائل، دیوارهای خوابیده، پله‌ها، گذرگاه‌ها و هر نوع محوطه‌سازی دیگری باشد که از مواد پوششی سختی مانند چوب، سنگ و بتن تشکیل شده باشد، برخلاف چشم‌انداز جاندار، که از عناصر باغبانی یک چشم‌انداز هستند.